# Carabiniere (F593)
 (mars 2024).
Si vous disposez d'ouvrages ou d'articles de référence ou si vous connaissez des sites web de qualité traitant du thème abordé ici, merci de compléter l'article en donnant les références utiles à sa vérifiabilité et en les liant à la section « Notes et références ».
Le Carabiniere (numéro de coque F593) est une frégate lance-missiles, deuxième unité de FREMM de la Marina Militare spécialisée dans la lutte anti-sous-marine.